# The Humans
The Humans — видеоигра-головоломка, разработанная Imagitec Design и выпущенная GameTek в 1992 году. Цель игры меняется от уровня к уровню, но обычно игрок должен привести как минимум одного из управляемых им человечков (humans) в обозначенную красной плиткой конечную область. Для того чтобы достичь этого, игрок должен использовать способности человечков строить лестницу из своих тел и использовать инструменты, например: копья, факелы, колёса, верёвки, а на последних уровнях — магию шамана.
Игра была выпущена для многих систем. Версии для Jaguar и Lynx были изданы компанией Atari под названиями Evolution: Dino Dudes и Dinolympics. Было выпущено два продолжения, The Humans 2: The Jurassic Levels для Amiga и PC, и The Humans III: Evolution- Lost in Time, также для Amiga и PC. В 2009 году игра была повторно выпущена для Windows под названием The Humans: Meet the Ancestors!.
Игра была позитивно встречена критиками, которые называли в числе её достоинств оригинальность, а также качество графики и музыки.

## Игровой процесс
Игрок должен, управляя заданным числом человечков и используя их способности и инструменты, достичь цели уровня, которая обычно предполагает поиск определённого инструмента, убийство определённого числа динозавров или перемещение хотя бы одного человечка в конечную точку, отмеченную красной плиткой. Каждый уровень проходится независимо от других и включает собственную цель, инструменты и число человечков, которые могут на нём присутствовать. С уровня на уровень переносятся общее число человечков в племени и общее число очков.
Игрок одновременно может управлять только одним человечком, однако может переключать управление на любого другого в любой момент. Для прохождения уровня часто необходимо использовать определённые инструменты или способности. Например, копьё (инструмент, который игрок получает после прохождения первого уровня) может быть переброшено через ущелья другим человечкам, использоваться для перепрыгивания через овраги. Кинутое копьё убивает динозавров или других врагов; также его можно использовать для удерживания их на определённой дистанции. На некоторых уровнях присутствуют NPC, например, птеродактиль, которого можно оседлать для того, чтобы долететь до недоступных другими способами платформ. Им нельзя управлять, но можно использовать. Присутствуют несколько видов врагов: от динозавров, которые едят невооружённых человечков, которые подошли к ним слишком близко, до вооружённых копьями представителей других племён.
На уровне может присутствовать до 8 управляемых игроком человечков, хотя некоторые уровни содержат более низкое ограничение (вплоть до 3 человечков). Хотя на уровне может присутствовать лишь ограниченное число человечков, всего в племени их может быть сколько угодно. Если человечек умирает, его заменяет кто-либо из племени, и так до тех пор, пока в племени остаются человечки. В ходе игры игрок может спасти других человечков и добавить их в племя. Если в племени игрока осталось меньше человечков, чем требуется для следующего уровня, игра заканчивается. Однако игру можно начать с любого уровня, введя соответствующий пароль.

## Издания игры
The Humans отчасти копирует выпущенную компанией Psygnosis серию игр Lemmings: игрок также должен заставить каждого контролируемого персонажа выполнить различные действия, для того чтобы достичь общей цели. Однако в отличие от данной серии, игрок может напрямую управлять отдельными человечками, а не просто раздавать им задания. GameTek выпустила игру в 1992 году, немногим позже Lemmings, желая закрепить популярность игр в этом стиле. Доигровой экран также заимствован, в особенности наличие кода, позволяющего начать игру с определённого уровня, которое присутствовало как в Lemmings, так и в Populous.
Игра была портирована на платформы 3DO, Amiga CD32, Game Boy, Genesis, и DOS. Версия для Genesis отличается порядком уровней.
Поскольку первая версия игры пользовалась успехом, в 1992 году было выпущено дополнение, содержавшее 80 дополнительных уровней. В Европе оно распространялось под названием Humans 2: The Jurassic Levels, а в США — The Humans: Insult to Injury. В 1993 году обе игры были выпущены вместе для Amiga and DOS под названием Humans 1 and 2. Данный релиз включал английскую, французскую, немецкую, итальянскую и испанскую версию игры. Версия для DOS распространялась на CD-ROM и была улучшена по сравнению с предыдущими, включая добавление возможности сохранения игры. В 1995 году GameTek выпустила игру The Humans 3: Evolution — Lost in Time (для Amiga и DOS). Третья часть серии сохранила оригинальную идею игры, но отличалась от оригинала сюжетом, стилем игры и переходами между уровнями.
В 2009 году доработанная версия The Humans была выпущена Deep Silver для Windows под названием The Humans: Meet the Ancestors. В этой версии был сохранён стиль игрового процесса, однако была улучшена графика и добавлено больше интерактивных объектов и врагов.

## Отзывы
| Иноязычные издания | Иноязычные издания                |
| Издание            | Оценка                            |
| ------------------ | --------------------------------- |
| Amiga Mania        | Amiga: 93 из 100                  |
| Abandonia          | PC: 4,0 из 5                      |
| Allgame            | PC:                               |
| MobyGames          | Game Boy: 2,9 из 5 Lynx: 2,6 из 5 |

Версии игры для Amiga и PC получили отличные отзывы, однако восприятие версий для других систем было более прохладным. Эшли Коттер-Кейрнс, обозреватель Amiga Mania, присвоила игре оценку 93 % и самый высокий рейтинг, указывая, что «У The Humans есть всё: отличная графика, включающая разнообразные фоны, приятный звук… приятно сказать, что эти длинные месяцы за клавиатурой стоили каждой проведённой за игрой секунды».